# نا (شلسویگ-هولشتاین)
نا (به آلمانی: Nahe) یک شهر در آلمان است که در زگه‌برگ واقع شده‌است. نا ۲٬۳۵۶ نفر جمعیت دارد.